# Дом Метерних
Дом Метерних (на немски: Metternich) е немска благородническа фамилия от Рейнланд. Принадлежи към немската висша аристокрация. Най-известен от фамилията е Клеменс фон Метерних, австрийски политик през 1809 – 1848 г.
Фамилията е клон на среднорейнския благороднически род Хемберг и имала резиденция в днешния Хемерих при Бон.
През 13 век се преименува на замъка им Метерних в селището Метерних.
През 16 век фамилията има седем линии:
- Метерних – Буршайд в Люксембург
- Метерних – Курсдорф в манастир Трир
- Метерних в Марк Бранденбург
- Метерних – Родендорф в Лотарингия
- Метерних – Мюленарк в Херцогство Юлих
- Метерних – Нидерберг в Херцогство Юлих

- Гербове на род Метерних